# Eleições parlamentares de 2021 na Somalilândia
As eleições parlamentares foram realizadas na Somalilândia em 31 de maio de 2021 juntamente com as eleições municipais locais . Essa foi a primeira eleição parlamentar da região desde 2005, e os políticos locais apontaram a eleição como prova de estabilidade política. Três partidos - o populista Partido Nacional da Somalilândia (Waddani), o Partido da Justiça e do Bem Estar Social (UCID) de centro-esquerda e o partido no poder, o liberal Kulmiye para a Paz, Unidade e Desenvolvimento - apresentaram 246 candidatos que competiram por 82 assentos na Câmara dos Deputados . Mais de um milhão de pessoas, de um total de cerca de quatro milhões de residentes, registraram-se para votar.  Em 6 de junho, a Comissão Eleitoral Nacional (CEN) anunciou que o partido Waddani havia recebido 31 assentos; Kulmiye recebeu 30 e UCID recebeu 21. Como nenhum partido obteve maioria absoluta, os partidos Waddani e UCID anunciaram que formariam uma aliança política .
A eleição foi agendada provisoriamente e adiada várias vezes desde a última eleição parlamentar em 2005. A votação foi marcada para março e agosto de 2019, mas a Comissão Eleitoral Nacional mais tarde declarou que a votação não poderia ser realizada naquele ano. Após a pressão de todos os três partidos em 2020, o a Comissão concordou em realizar uma eleição em maio de 2021.
Antes da eleição, muitos políticos locais expressaram esperança de que as eleições pudessem ajudar a Somalilândia a ser reconhecida como uma nação independente por mais membros da comunidade internacional. O presidente Muse Bihi Abdi e o líder da oposição Abdirahman Mohamed Abdullahi pediram aos eleitores que permanecessem calmos durante a votação. O número de locais de votação aumentou 61% desde a eleição presidencial de 2017, e 103 observadores internacionais vieram para monitorar as urnas e garantir a segurança eleitoral.

## Histórico
A Somalilândia, um estado soberano autodeclarado no Chifre da África que declarou-se independente da Somália em 1991, não realizava eleições para o parlamento desde 2005 . Ao contrário da Somália, que passou por três décadas de guerra civil, a Somalilândia tem em grande parte se mantido pacífica.

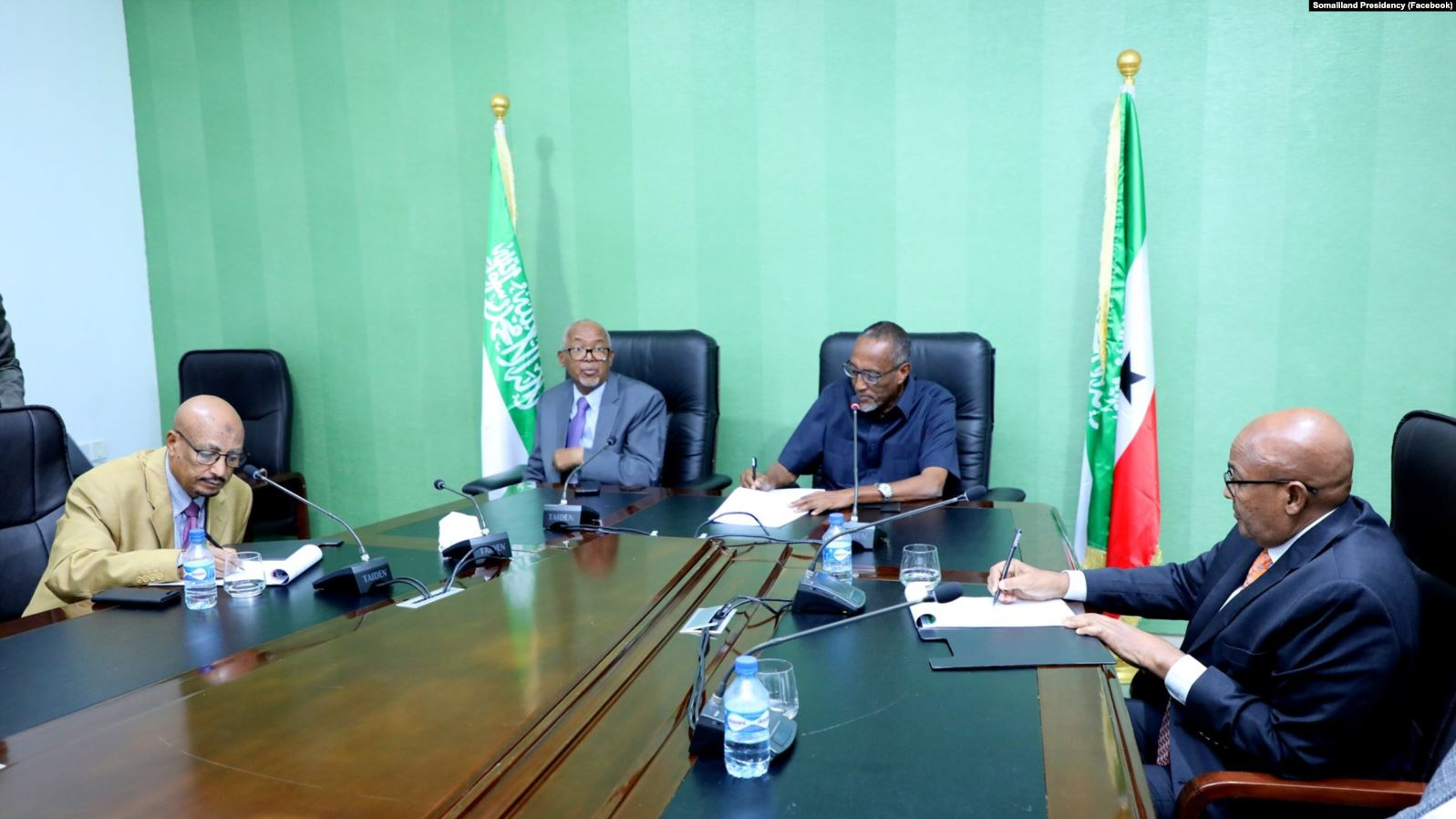
Os líderes de partido da Somalilândia concordam com os termos das eleições de 2021, 12 de julho de 2020

A eleição parlamentar tinha sido consistentemente adiada desde 2005. Em 2015, as eleições parlamentar e presidencial estavam previstas para serem realizadas em conjunto; ambas foram adiadas devido à seca e a controvérsias políticas.  Estações de seca acabaram forçando trabalhadores rurais a migrar, o que causou atrasos no registro de eleitores, fazendo com que a data provisória para março de 2017 também fosse adiada.  As negociações entre os três partidos políticos e a Comissão Eleitoral Nacional (CEN) levaram ao agendamento das eleições presidenciais de 2017, que ocorreram conforme planejado, e a uma eleição parlamentar em abril de 2019.  A eleição foi adiada e remarcada para agosto de 2019, quando também foi adiada. Em 12 de julho de 2020, os três partidos políticos nacionais da Somalilândia chegaram a um acordo para realizar eleições parlamentares e locais até o final do ano. Após várias semanas de negociações com a CEN sobre a viabilidade da organização de eleições naquela época, uma data revista para maio de 2021 foi acertada.
Os políticos locais classificaram as eleições como evidência da estabilidade da Somalilândia, e expressaram esperança de que uma eleição democrática bem-sucedida aumentaria potencialmente o reconhecimento internacional da Somalilândia. Ahmed Dheere, o vice-presidente do Partido Kulmiye para a Paz, Unidade e Desenvolvimento, disse aos repórteres: "Não expressar o quanto são importantes essas eleições. Nós seremos o raio de sol do Chifre da África se tivermos votações bem-sucedidas ".  Mark Bradbury, diretor do Rift Valley Institute, disse que "a Somalilândia pode muito bem acabar sendo o único lugar no Chifre da África que tem alguma forma de eleição democrática este ano".  Tanto o presidente Muse Bihi Abdi quanto o líder da oposição Abdirahman Mohamed Abdullahi pediram paz aos eleitores.

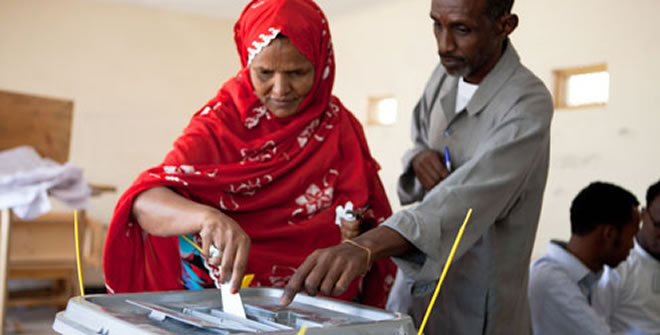
Uma mulher votando na Somalilândia

Antes da eleição, a Câmara dos Deputados não tinha membros de clãs minoritários e apenas uma mulher. Em 2021, um membro de um clã minoritário e 13 mulheres concorreram à Câmara. No entanto, nenhuma das mulheres foi eleita. Antes das eleições, cinco candidatos da oposição foram presos e vários jornalistas foram detidos.  Alguns políticos criticaram o governo por atrasos perpétuos nas eleições e criticaram a Câmara dos Anciãos não eleita, chamando ambos de corruptos e antidemocráticos.  De acordo com o ativista Ayan Mahamoud, "as duas questões mais urgentes são os direitos de grupos minoritários, como as comunidades Gaboye e as mulheres".  Waddani, o principal partido da oposição, colocou como questão fundamental a promoção das mulheres e das minorias na sociedade. O partido, alinhado com a esquerda economicamente, mas socialmente ligado ao islamismo e ao nacionalismo, incluiu em seu manifesto partidário um quórum de mulheres compondo 30% do parlamento.  Kulmiye, um partido alinhado ao Liberal Internacional, tem historicamente buscado o estabelecimento de uma economia de mercado, porém, mais recentemente, pediu a nacionalização de algumas empresas e um programa de bem-estar social financiado por umimposto sobre fortunas .  Kulmiye era visto como o favorito antes da eleição.  UCID, um partido alinhado com a Internacional Socialista, defende posições social-democratas.

As seis regiões da Somalilândia, que também atuam como constituintes eleitorais

Os 82 deputados da Câmara dos Representantes da Somalilândia são eleitos em seis círculos eleitorais multi-membros de acordo com as regiões da Somalilândia, usando a representação proporcional de lista aberta para um mandato de cinco anos. Residentes com 15 anos ou mais podem votar. A eleição foi a primeira na história da Somalilândia a ser supervisionada por uma organização independente e não pelo presidente.
| Região eleitoral | Assentos |
| ---------------- | -------- |
| 01 Awdal         | 13       |
| 02 Sahil         | 10       |
| 03 Marodi Jeh    | 20       |
| 04 Togdheer      | 15       |
| 05 Sanaag        | 12       |
| 06 Sool          | 12       |

Eleitores nas eleições parlamentares e municipais

1.065.847 pessoas se registraram para votar nas eleições parlamentares, um recorde para a Somalilândia.   246 candidatos disputaram 82 assentos. As eleições começaram às 7h da manhã do dia 31 de maio. A Somalilândia, uma das nações mais pobres do mundo com um orçamento governamental de US $ 339 milhões, pagou 70% do custo das eleições, US $ 21,8 milhões; o restante foi financiado pela União Europeia, Suécia, Taiwan e Reino Unido .  Embaixadores de 10 nações europeias e um embaixador da União Europeia vieram à cidade de Hargeisa para mostrar apoio à eleição.

## Resultados
Os resultados oficiais da eleição demoraram cerca de uma semana para serem anunciados. A CEN divulgou resultados provisórios de cinco distritos eleitorais - Garadag, Hudun, Lughaya, Salahlay e Zeila - em 2 de junho. Nesses distritos, Kulmiye recebeu 24 assentos, Waddani recebeu 15 e UCID recebeu 10.  a CEN alertou funcionários do governo e partidos políticos contra especulações sobre os resultados da eleição enquanto a contagem ainda estava em andamento.
Em 6 de junho, a CEN publicou os resultados finais, anunciando que Waddani recebeu 31 assentos, Kulmiye recebeu 30 assentos e UCID recebeu 21. Em uma declaração conjunta, Waddani e UCID anunciaram que formariam uma coalizão de governo.  Waddani e UCID juntos também conquistaram a maioria dos assentos nas eleições municipais .  Das 13 mulheres que se candidataram, nenhuma foi eleita para uma cadeira parlamentar. Predefinição:Election results

### Resultados por região
| Nome do partido | Nome do partido | Nome do partido | Awdal | Sahil | Marodi Jeh | Togdheer | Sanaag | Sool | Total |
| --------------- | --------------- | --------------- | ----- | ----- | ---------- | -------- | ------ | ---- | ----- |
|                 | Waddani         | Assentos:       | 5     | 3     | 7          | 7        | 5      | 4    | 31    |
| Voto:           | Waddani         | -               | -     | -     | -          | -        | -      | -    |       |
|                 | Kulmiye         | Assentos:       | 5     | 4     | 8          | 4        | 4      | 5    | 30    |
| Voto:           | Kulmiye         | -               | -     | -     | -          | -        | -      | -    |       |
|                 | UCID            | Assentos:       | 3     | 3     | 5          | 4        | 3      | 3    | 21    |
| Voto:           | UCID            | -               | -     | -     | -          | -        | -      | -    |       |

## Repercussão Internacional
Após as eleições, a Embaixada Britânica em Mogadíscio publicou uma declaração conjunta do Reino Unido, União Europeia e de várias nações europeias parabenizando a Somalilândia pelas eleições, que disseram "demonstrar um forte compromisso com o processo eleitoral, com a participação política e com fortalecimento da democracia. "  Michelle D. Gavin, do Conselho de Relações Exteriores, elogiou a Somalilândia pela eleição, dizendo "A Somalilândia não é perfeita; nenhum lugar na terra é. Mas em meio à crise regional e ao retrocesso democrático global, as conquistas da Somalilândia e o compromisso obstinado com seus princípios merecem mais atenção. A Somalilândia representa uma resposta àqueles que afirmam que o autoritarismo é o preço necessário para a estabilidade na região, ou que os princípios democráticos são um fetiche de estrangeiros sem perspectivas reais do local. " 